# Balkangemserod
Balkangemserod (Doronicum orientale) er en europæisk planteart i kurvblomst-familien. Som dens navn indikerer, er den hjemmehørende i det sydøstlige Europa, hvor dens udbredelse strækker sig over Italien, Grækenland, Balkan, Ungarn, Moldova, Ukraine, det sydlige Rusland, Tyrkiet og alle lande i Kaukasus. Det er også almindeligt dyrket som en prydplante.
Balkangemseroden er en hårdfør staude, som blomstrer i det tidlige forår. Den har marguerit-lignende gule blomster på lange, som tiltrækker nektarspisende insekter. Planterne vokser til at blive omkring 60 cm høje. De kan gro i både skygge og sol. Alle dele af planten er giftige for mennesker.
Artsepitetet  "orientale",  betyder "østlig" og referere til det østlige Europa, ikke det østlige Asien. Der er et par indberetninger om, at arten har undsluppet kultivering og vokser vildt i dele af Canada, men planten har tilsyneladende ikke formået, at etablere sig fast.